# Pague Menos
Farmácias Pague Menos ou Pague Menos é uma empresa brasileira de varejo de produtos farmacêuticos com sede em Fortaleza, Ceará. 
É considerada a segunda maior rede do setor no país pela Associação Brasileira das Redes de Farmácias e Drogarias (ABRAFARMA) e a primeira rede de farmácias presente em todos os estados brasileiros e o Distrito Federal. Com cerca de 1,6 mil lojas físicas e 26 mil colaboradores, está presente em 399 municípios e contam com mais de 20,7 milhões de clientes ativos que compram tanto nas unidades físicas quanto nos canais digitais.

## História
Em 1981, a instituição foi fundada no bairro fortalezense de Carlito Pamplona. Em 1985, adotou de forma pioneira no Brasil o conceito de drugstore, passando a comercializar, em adição aos medicamentos, produtos de higiene, beleza e conveniência em um modelo de auto serviço.
Em 1993, a rede abriu sua primeira loja fora do estado do Ceará, na cidade de Natal, no Rio Grande do Norte. No mesmo ano, inaugurou seu braço de manipulação de medicamentos.
Em 1997, a Empresa criou o Encontro de Mulheres Pague Menos o maior evento feminino do Brasil, visando promover saúde, e maior qualidade de vida para as mulheres.
Em 2006, em parceria com o Governo Federal, contribuiu para a criação do programa Farmácia Popular.
Em 2010, nasce o Circuito de Corridas Pague Menos uma iniciativa promovida anualmente em 10 cidades do território nacional que conta com a participação de, em media, 6.000 pessoas. Esse evento tem como objetivo promover a saúde na população por meio do incentivo a pratica de esportes.
Em 2011, a Pague Menos lançou a 1ª edição da Revista Viva Sempre Bem, que junto ao programa TV e Portal inovou a visão em beleza e saúde da mulher brasileira, configurando a Plataforma Sempre Bem. No mesmo ano foi realizado também o registro de companhia aberta da empresa na CVM.
Entre 2011 e 2012, ensaiou uma fusão com a Ultrafarma, que acabou não avançando. Em dezembro de 2015, a companhia recebeu um aporte da gestora de investimentos General Atlantic, que se torna a partir de então de sócia estratégica da Pague Menos, com 17% de participação no negócio.
Em 2016, houve o lançamento do Hub de Saúde para atenção primária à população, ajudando a desafogar os sistemas de saúde público e privado. Tem como um dos seus principais pilares o Clinic Farma, consultórios farmacêuticos localizados dentro de suas lojas, que oferecem diferentes exames, vacinação e orientações especializadas.
Em 2018, a Pague Menos fez um marco com a inauguração da maior farmácia em toda a America Latina - a loja 1000. Localizada em Fortaleza/CE, a loja possui três andares e conta com variedades no setor de dermocosméticos, além de área de café. Em 2019, a Pague Menos lançou também sua primeira loja conceito, na praia de Iracema de Fortaleza, criando experiências inovadoras para os consumidores. A arquitetura e design modernos abarcam espaços diferenciados para o consumo.
Em 2020, a empresa abriu capital na Bolsa de Valores de São Paulo com suas ações cotadas a R$ 8,50 no IPO, bem abaixo do esperado, mesmo assim, conseguiu captar cerca de R$ 746,9 milhões de reais.

Em maio de 2021, o Grupo Pague Menos apresentou oferta pela empresa Extrafarma por R$ 700 milhões. A compra foi aprovada em junho e concluída em agosto de 2022 por R$ 737 milhões, com isso o Grupo Pague Menos se torna a segunda maior rede de farmácias do Brasil, atrás apenas da RaiaDrogasil. A Extrafarma fazia parte das empresas do Grupo Ultra.